# Кочкина, Альбина Брониславовна
Альбина Брониславовна Кочкина (урожд. Блажевич; 1929, Черемхово, СССР — 1984, Челябинск, СССР) — советская конькобежка, серебряный призёр чемпионата мира в многоборье 1961 года, бронзовый призёр чемпионата мира в многоборье 1962 года, бронзовый призёр чемпионата СССР в многоборье  1962 года. Выступала "Шахтёр" (Иркутск), ДСО "Спартак" (Иркутск). Заслуженный мастер спорта СССР.

## Биография
Альбина начала заниматься скоростным катанием на коньках в небольшом шахтёрском городке Черемхово. После школы она работала нормировщицей на шахте имени Кирова треста "Черемховуголь". Во время областных соревнований на неё обратил внимание тренер Дасий Дмитриевич Шиповских, у которого она стала тренироваться после переезда в Иркутск в 1947 году. Альбина также занималась велоспортом и не раз участвовала во всесоюзных соревнованиях.
В январе 1951 года Блажевич выиграла чемпионат Сибири и Дальнего Востока и впервые участвовала на чемпионате СССР в Свердловске, где заняла 29-е место. В феврале стала серебряным призёром в многоборье первенства ВЦСПС. В 1952 году Альбина стала второй на первенстве РСФСР в забеге на 500 метров. В том же году вышла замуж за иркутского инженера и стала Тузовой. Летом выиграла золотые медали в соревнованиях по велоспорту в командной гонке преследования на 3 км на первенстве ВЦСПС и на чемпионате СССР. 
В 1953 году скороход из иркутского "Шахтёра" заняла 13-е место на чемпионате страны и выиграла первенство ВЦСПС в сумме многоборья. Следующие 5 лет, уже инженер комбината «Востсибуголь», Тузова выступала в региональных и областных соревнованиях. В 1955 году она выиграла чемпионат области в сумме многоборья и установила рекорд области на 500 метров - 50,5 сек.
В 1957 году на первенстве Сибири и Дальнего Востока мастер спорта Тузова одержала победу в многоборье. С сезона 1957/58 выступала за общество "Спартак". В январе 1958 года она заявила о себе на соревнованиях пяти ведущих городов страны. На спринтерской дистанции 500 метров уступила лишь чемпионке мира, заслуженному мастеру спорта москвичке Тамаре Рыловой. 
В 1959 году она одна из немногих выполнила предолимпийские нормативы на всех дистанциях многоборья. В феврале завоевала звание абсолютной чемпионки общества "Спартак" и зимней спартакиады. Альбина стала тренироваться уже у другого специалиста – Михаила Кузнецова, в своё время одного из сильнейших в стране мастеров короткого бега. В 1959 году её признали лучшей конькобежкой страны.
С 1961 года Тузова выступала за Ленинград. На чемпионате СССР 1961 года заняла 5-е место и добилась права выступить на чемпионате мира в Тёнсберге, где заняла 2-е место в многоборье, уступив лишь Валентине Стениной, при этом завоевала малые серебряные медали на дистанциях 500 и 1000 метров и бронзовую на 1500 метров. В том году её выдвинули кандидатом в депутаты городского Совета Иркутска. В марте ленинградская студентка выиграла 500 метров на 2-й зимней Спартакиаде народов РСФСР.
В январе 1962 года Указом Президиума Верховного Совета Казахской ССР за успехи в развитии конькобежного спорта Альбина Тузова была награждена почётной грамотой. Следом стала бронзовым призёром на первенстве страны в абсолютном зачёте и на чемпионате мира в Иматре, пропустив вперёд Ингу Воронину-Артамонову и Лидию Скобликову, завоевав малые бронзовые медали на дистанциях 1000 и 3000 метров. 
Она ещё три года участвовала в соревнованиях без высоких результатов и в 1965 году завершила карьеру спортсменки. После развода переехала в Ленинград, а затем в Челябинск, где вышла замуж за тренера по конькобежному спорту Бориса Кочкина. В 1970-84 годах работала вместе с мужем на кафедре теории и методики конькобежного спорта Челябинского государственного педагогического института, в 1983-84 годах была заведующей этой кафедры. Скончалась в 1984 году. Похоронена на Успенском кладбище в Челябинске.